# Onthophagus liewi
Onthophagus liewi là một loài bọ cánh cứng trong họ Bọ hung (Scarabaeidae).